# Sanktuarium Matki Bożej Fatimskiej
Sanktuarium Matki Bożej Fatimskiej (port. Santuário de Nossa Senhora do Rosário de Fátima lub Santuário de Fátima) – ośrodek pielgrzymkowy poświęcony Matce Bożej Fatimskiej, znajdujący się w mieście Fatima w środkowo-zachodniej Portugalii. Teren ośrodka należy do Kościoła katolickiego.
Sanktuarium zostało wybudowane w miejscu objawień Matki Bożej, które rozpoczęły się 13 maja i trwały do 13 października 1917.

## Historia

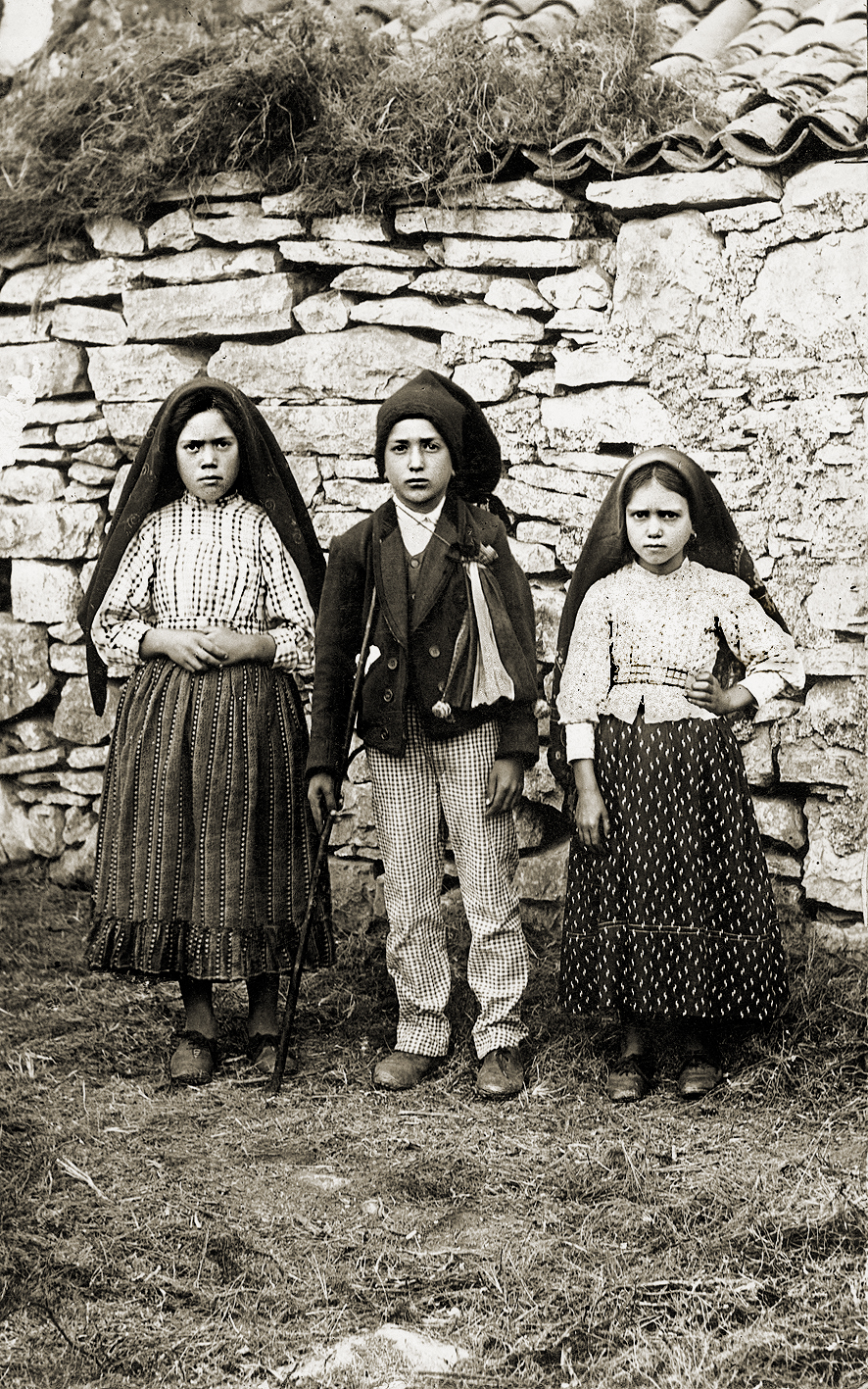
Od lewej: Łucja Santos, Franciszek i Hiacynta Marto

- 13 maja 1917 – trojgu dzieciom: Łucji Santos, Franciszkowi i Hiacyncie Marto, pasącym stado owiec w Cova da Iria, w parafii Fatima, objawiła się, według ich relacji, „Pani jaśniejsza niż słońce”, z różańcem w rękach. Prosiła ona pastuszków o modlitwy i obecność w tym miejscu przez 5 kolejnych miesięcy 13 dnia każdego miesiąca o tej samej porze[1].
- 28 kwietnia 1919 – rozpoczęto budowę Kaplicy Objawień;
- 3 maja 1922 – biskup diecezji Leiria wydał dekret o rozpoczęciu badań nad wydarzeniami fatimskimi;
- 13 maja 1928 – rozpoczęto budowę kościoła Matki Boskiej Różańcowej;
- 13 października 1930 – biskup diecezji Leiria w liście pasterskim „O Boskim Pochodzeniu” (”A Divina Providencia”) ogłosił wizje dzieci z Cova da Iria za godne wiary i zezwolił oficjalnie na kult Matki Boskiej z Fatimy;
- 13 maja 1946 – legat papieski kardynał Benedetto Aloisi Masella ukoronował figurę Matki Boskiej Fatimskiej w Kaplicy Objawień;
- 7 października 1953 – poświęcono kościół Matki Boskiej Różańcowej w Sanktuarium w Fatimie;
- 12 listopada 1954 – papież Pius XII nadał kościołowi w Sanktuarium tytuł bazyliki mniejszej;
- 13 maja 1967 – do Fatimy w pięćdziesiątą rocznicę pierwszego objawienia Matki Boskiej przybył papież Paweł VI, aby prosić o pokój na świecie i jedność Kościoła;
- 12/13 maja 1982 – do Fatimy przybył z pielgrzymką papież Jan Paweł II; była to pielgrzymka dziękczynna za uratowanie życia w zamachu dokonanym rok wcześniej na placu św. Piotra w Watykanie;
- 12/13 maja 1991 – w 10. rocznicę zamachu na placu św. Piotra w Watykanie, papież Jan Paweł II po raz drugi przybył z pielgrzymką do Fatimy;
- 13 lutego 2005 – zmarła siostra Łucja[2].

## Sanktuarium dzisiaj

### Kaplica Objawień

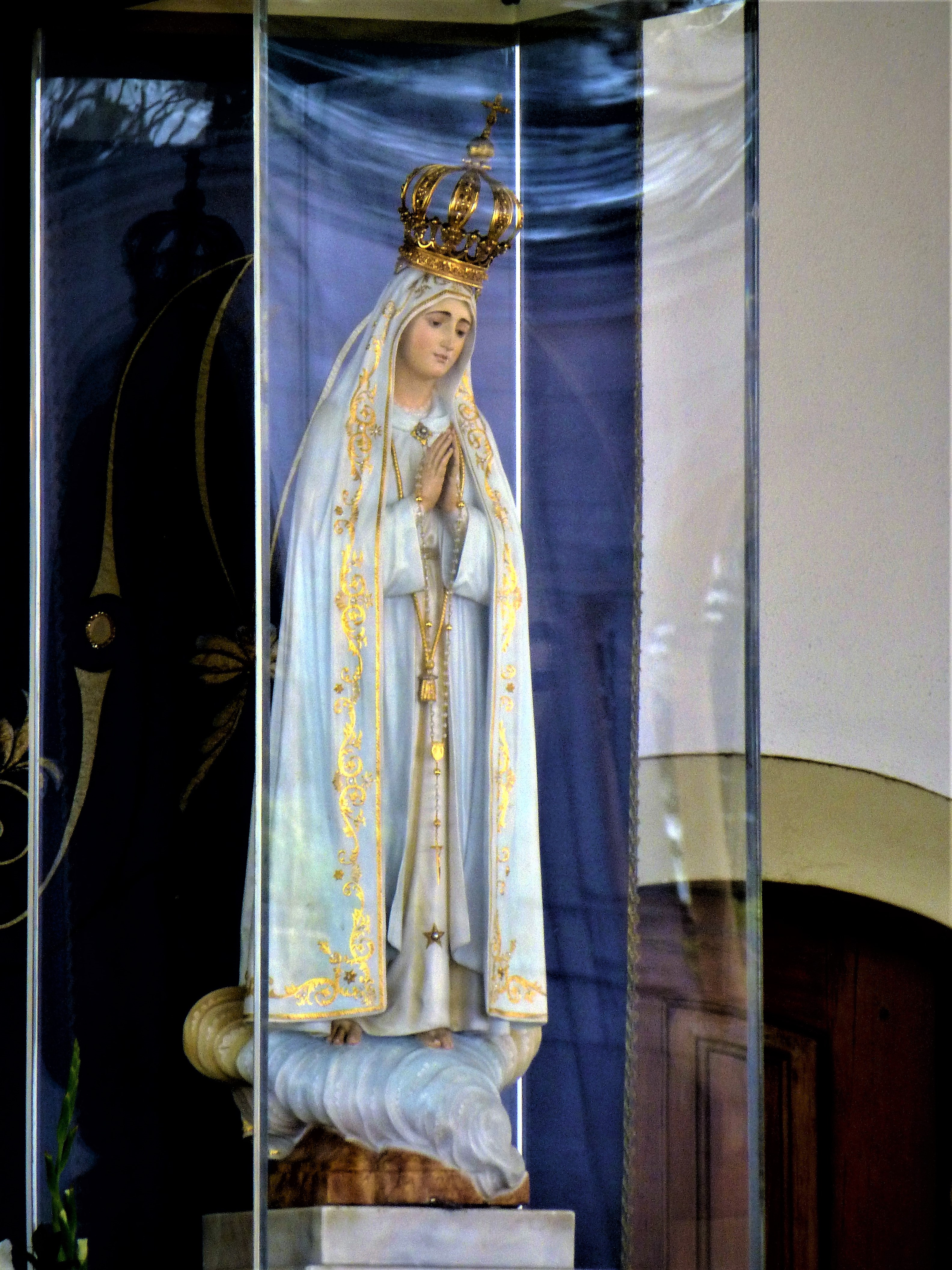
Matka Boża Fatimska w Kaplicy Objawień – wnętrze

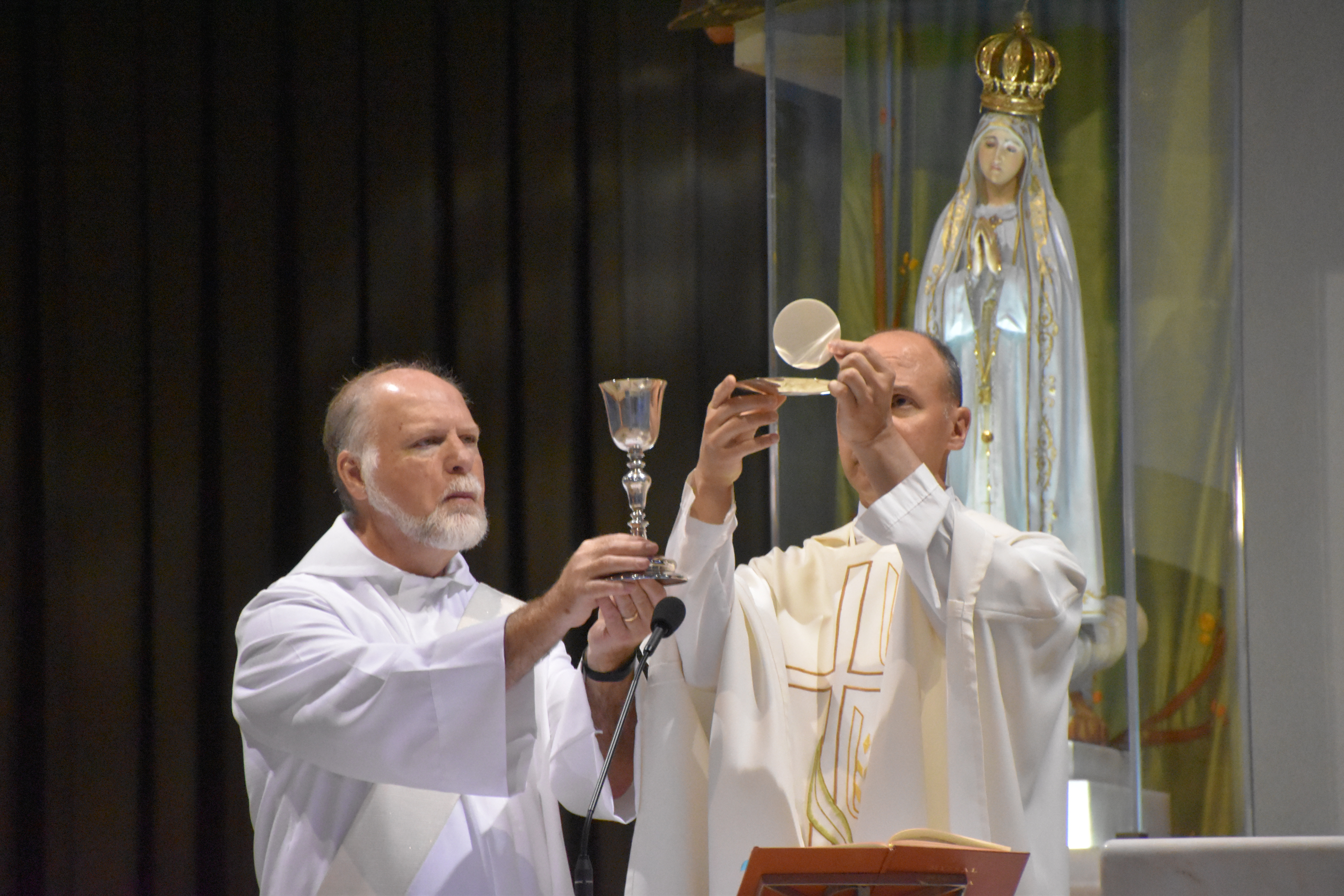
Eucharystia w Kaplicy Objawień

W miejscu objawień Matki Boskiej 13 maja, czerwca, lipca, września i października 1917 wzniesiono  postument z jej figurą. Zgodnie z jej prośbą przekazaną trojgu pastuszkom zbudowano też kaplicę (od 28 kwietnia do 15 czerwca 1919). Pierwszą mszę odprawiono w niej 13 października 1921.
6 marca 1922 kaplica została wysadzona w powietrze, po czym jeszcze w tym samym roku odbudowano ją. 12 maja 1982 z okazji wizyty papieża Jana Pawła II zbudowano nad nią zadaszenie a w 1988 pokryto ją drzewem sosnowym sprowadzonym z Rosji, z północnej Syberii. Kaplica pomimo renowacji zachowała swój pierwotny, ludowy charakter.

### Pomnik z muru berlińskiego
Przy południowym wejściu do Sanktuarium ustawiono pomnik zbudowany z fragmentu Muru Berlińskiego i odsłonięty 13 sierpnia 1994. Fragment bloku ze zburzonego muru dostarczył Virgílio Casimiro Ferreira, portugalski emigrant zamieszkały w Niemczech. Pomnik waży 2600 kg, ma 3,60 m wysokości i 1,2 m szerokości.

### Bazylika Matki Boskiej Różańcowej w Fatimie
Bazylika została zbudowana w miejscu, gdzie 13 maja 1917, troje bawiących się pastuszków zobaczyło nagle błyskawicę, która ich przestraszyła. Gdy zebrali stado owiec i wracali do domu, ukazała im się Matka Boska. Projekt kościoła wykonał holenderski architekt Gerard van Kriechen. 13 maja 1928 arcybiskup Evory Manuel da Conceiçăo Santos poświęcił kamień węgielny pod budowę świątyni. Kościół konsekrowano 7 października 1953. W listopadzie 1954 papież Pius XII dekretem „Luce Suprema” nadał kościołowi tytuł bazyliki mniejszej.

### Domy rekolekcyjne
Po obu stronach Placu Modlitwy w Sanktuarium znajdują się budynki domów rekolekcyjnych: Matki Boskiej Bolesnej i Matki Boskiej z Góry Karmel. W ciągu roku odbywają się w nich wydarzenia o charakterze religijnym i duszpasterskim.
Budowę Domu Rekolekcyjnego Matki Boskiej Bolesnej rozpoczęto w 1926 z przeznaczeniem na schronisko dla chorych.
Do Domu Rekolekcyjnego Matki Boskiej z Góry Karmel przylega budynek Rektoratu. Znajdują się w nim prawie wszystkie wydziały Sanktuarium. Budynek został poświęcony 13 maja 1986 przez kardynała Lizbony António Ribeiro. W atrium Rektoratu stoi figura Matki Boskiej Fatimskiej dłuta Teixeira Lopesa.
Po drugiej stronie Alei Biskupa Jose Correia da Silva zbudowano Centrum Pastoralne im. Pawła VI, który 13 maja 1967 przybył jako pielgrzym do Fatimy. Budynek Centrum zaprojektował architekt J. Carlos Loureiro. Kamień węgielny poświęcił 13 maja 1979 roku kardynał Franjo Šeper, prefekt Kongregacji Nauki Wiary w latach 1968–1981. Centrum jest miejscem wydarzeń religijnych, kulturalnych i naukowych.

### Bazylika Trójcy Przenajświętszej

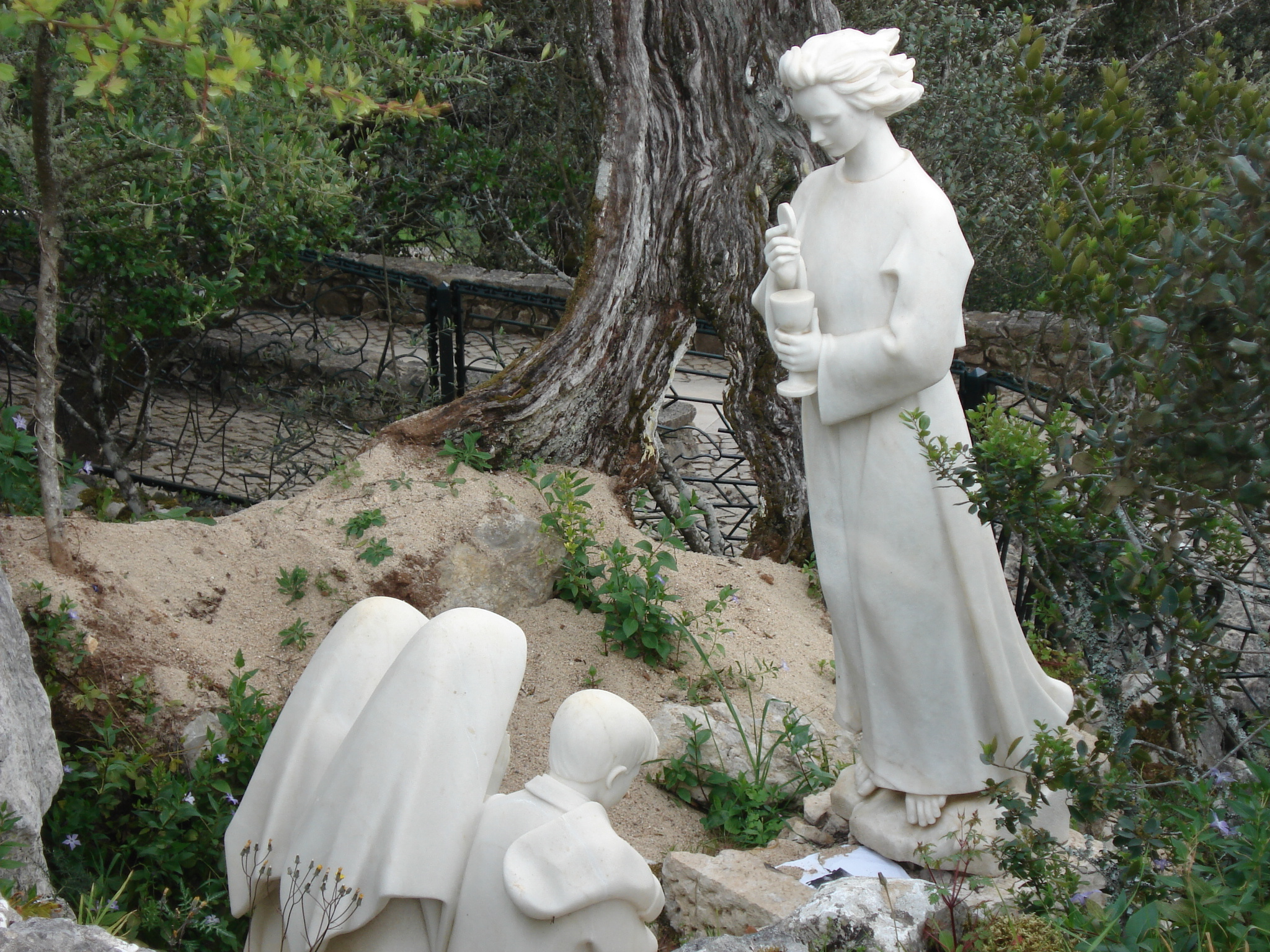
Anioł Pokoju Portugalii

Zbudowana w latach 2004–2007 kosztem 80 milionów euro, pokrytym wyłącznie z ofiar pielgrzymów. Znajduje się na 4. miejscu wśród największych kościołów świata. Ma wewnątrz 8633 miejsca siedzące, w tym 76 dla osób niepełnosprawnych. Wnętrze jest nachylone amfiteatralnie, dzięki czemu ołtarz jest dobrze widoczny z każdego miejsca. W prezbiterium jest miejsce dla ok. 100 księży-koncelebransów.
Za pomocą ruchomej, 2-metrowej wysokości ściany można podzielić przestrzeń świątyni na dwa sektory mające odpowiednio 3175 i 5458 miejsc. Bazylika ma trzy kaplice: Najświętszego Serca Jezusowego, Niepokalanego Serca Maryi i Zmartwychwstania Jezusa.

### Inne zabytki
- Aljustrel to wioska położona 2 km od Sanktuarium. Urodzili się w niej Franciszek i Hiacynta Marto oraz Łucja Santos. W ich rodzinnych domach znajdują się obecnie muzea;
- Valinhos (3 km od Sanktuarium): miejsce 4. objawienia Matki Boskiej (19 sierpnia 1917); znajduje się tam figura Maryi umieszczona w kapliczce;
- Droga Krzyżowa i Kalwaria

Droga Krzyżowa rozpoczyna się od Ronda i składa się z czternastu stacji upamiętniających Mękę Jezusa oraz piętnastej – ukazującej Zmartwychwstanie. Pierwsze 14 stacji, ufundowane przez katolików węgierskich, którzy wyemigrowali na Zachód, zainaugurowano 12 maja 1964. Stację 15., ufundowaną również przez katolików węgierskich, odsłonięto 13 października 1992 w obecności ambasadora Węgier.

## Galeria zdjęć

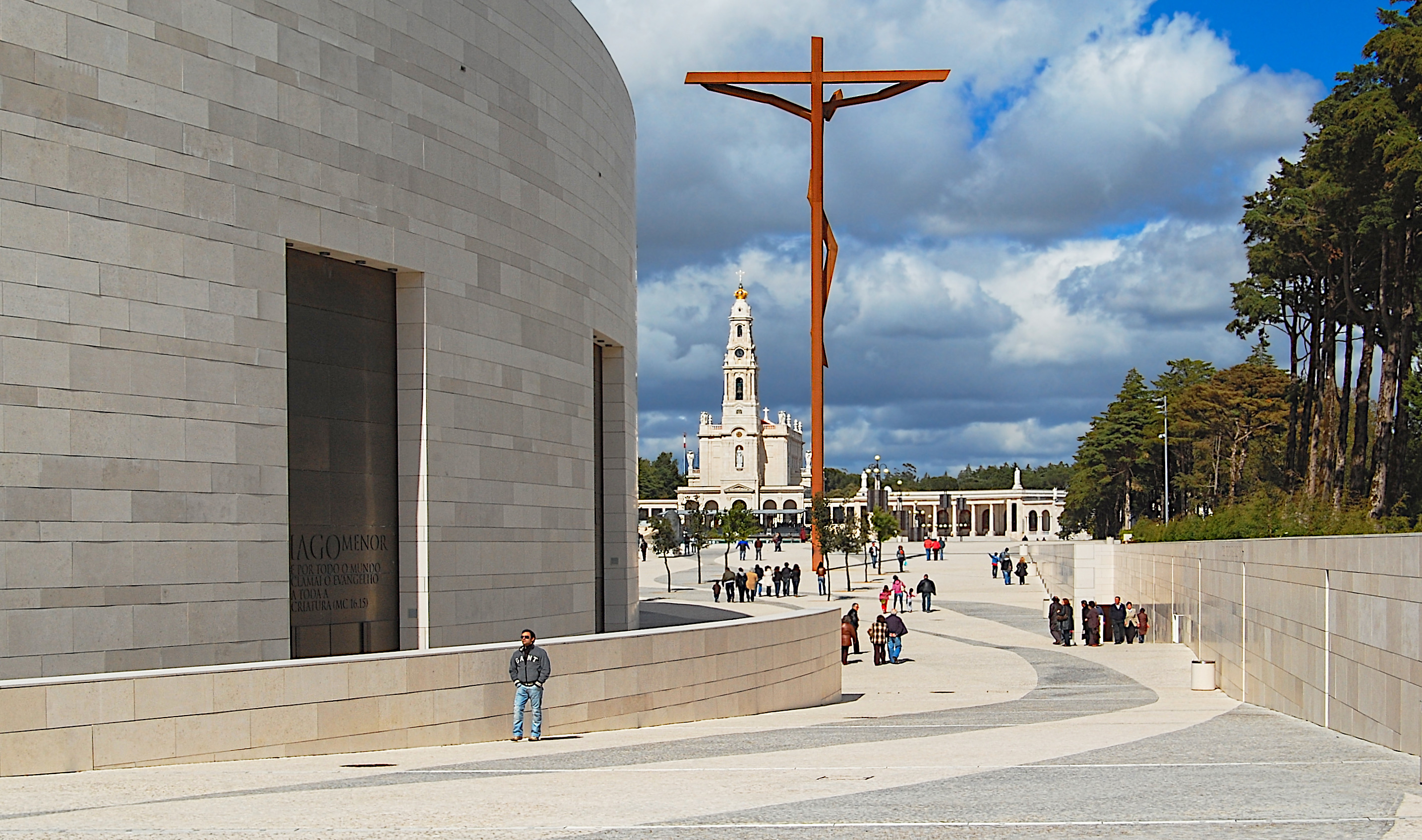
Bazylika Świętej Trójcy, Krzyż Wysoki i Bazylika Różańca w tle
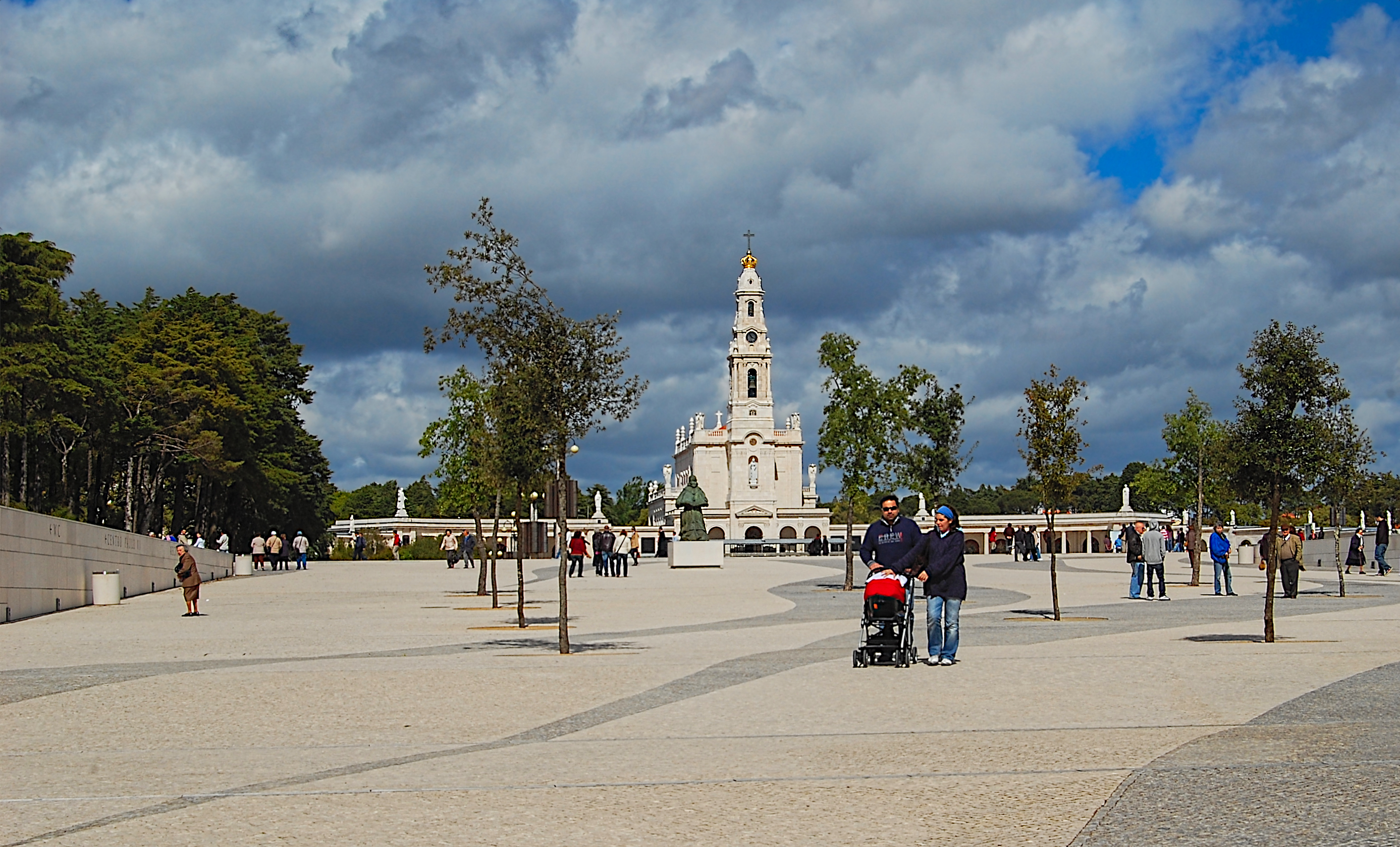
Panoramiczny widok na Bazylikę Matki Bożej Różańcowej w Fatimie
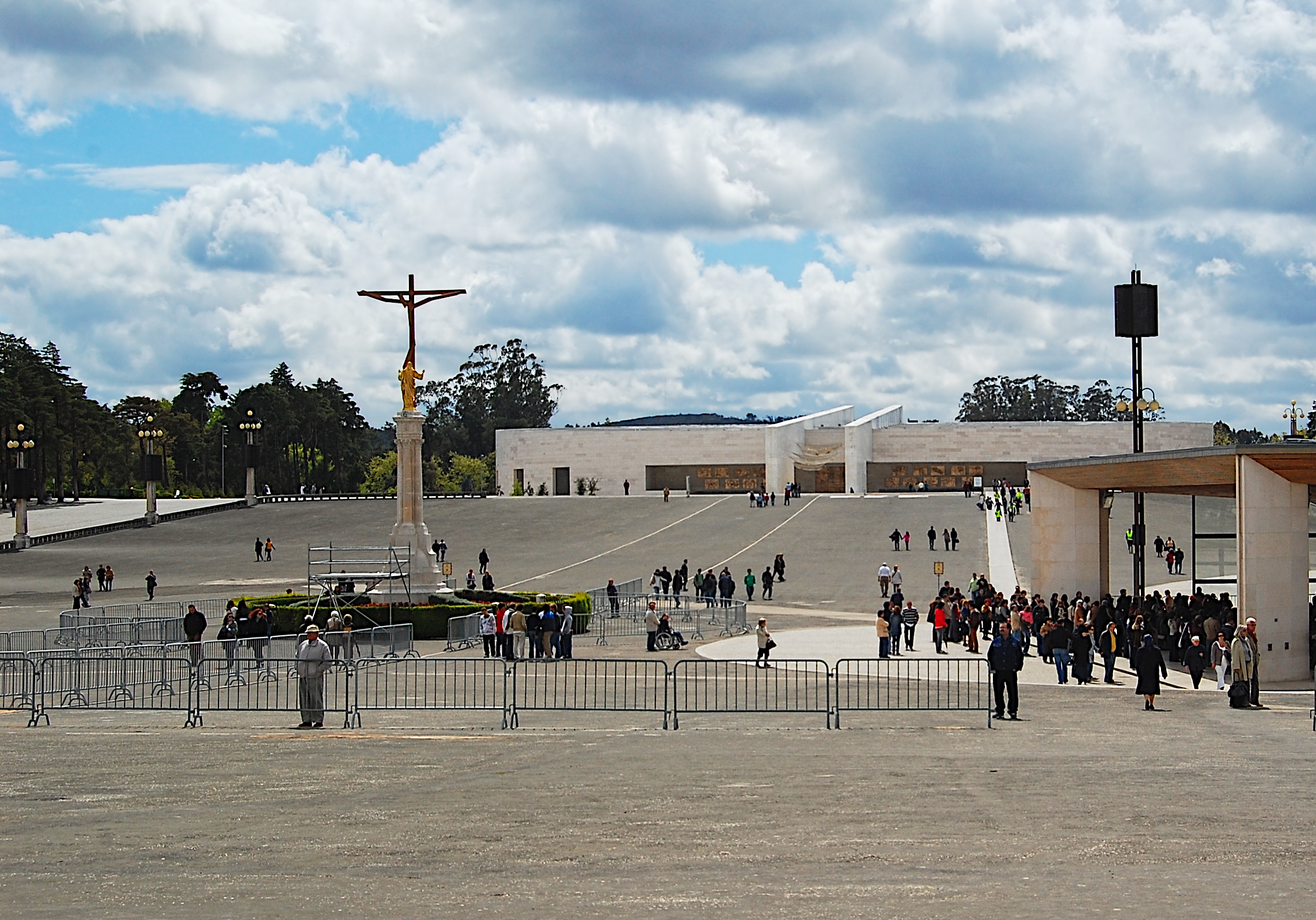
Taras modlitewny i Bazylika Trójcy
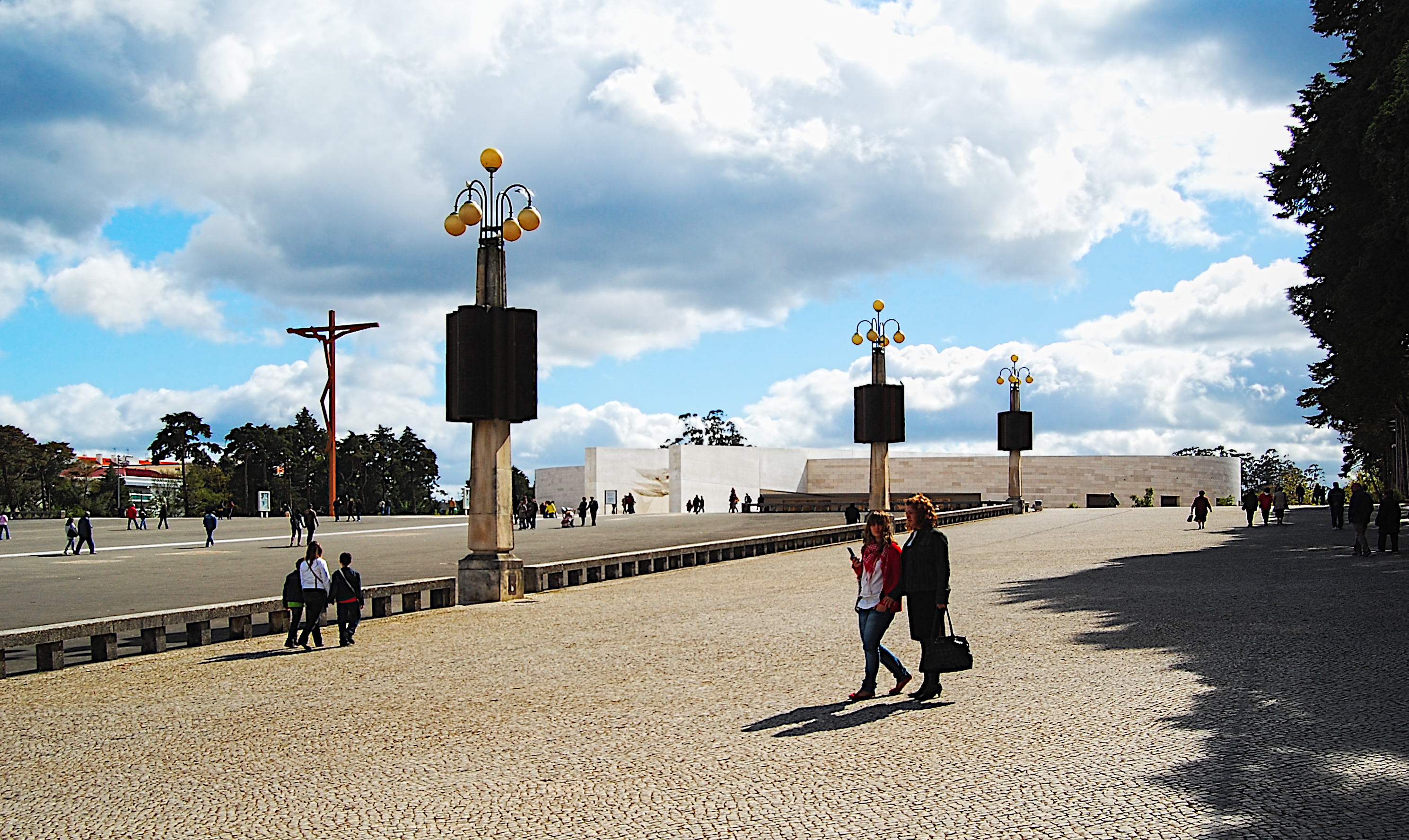
Pielgrzymi na tarasie modlitewnym Sanktuarium Fatimskiego